# Боно, Утель
Утель Боно (фр. Outel Bono; 8 декабря 1934, Нджамена — 26 августа 1973, Париж) — чадский врач и деятель национально-освободительного движения, директор Министерства здравоохранения Чада. Приговорён к смертной казни за выступления против первого президента независимого Чада Франсуа Томбалбая. Однако, после вмешательства Французской коммунистической партии, приговор был смягчён. В начале 70-х покинул страну и обосновался во Франции, где работал над объединением оппозиционных сил. Убит предположительно агентом французских спецслужб.

## Биография
Во время учёбы во Франции вступил в Партию африканской независимости в 1957 году. В 1959-1961 годах проходил стажировку в Тунисе, где познакомился с алжирскими националистами, а также посетил с делегацией FEANF (Федерации чернокожих африканских студентов во Франции) Китай, где «остался под впечатлением от маоистского опыта, который он считал примером для подражания для Африки». 
Спустя два года после обретения Чадом независимости стал первым чадским врачом, окончившим обучение во Франции и вернувшимся в страну (1 августа 1962 года). Возвратившись в Чад, он публично критиковал авторитарные крайности первого президента независимого Чада Франсуа Томбалбая, который сперва пытался привлечь его к съезду правящей Прогрессивной партии Чада, объявившему однопартийную систему в стране, а затем подверг преследованиям.
Боно был медицинским директором больницы в столице Чада, Форт-Лами (ныне Нджамена), в 1963 году, когда его арестовали за заговор против властей. Приговорён к смертной казни по обвинению в попытке совершения государственного переворота против президента Франсуа Томбалбая. Однако, после энергичного вмешательства Французской коммунистической партии, приговор был смягчён и заменён на пожизненное заключение. По случаю 5-й годовщины независимости Боно был амнистирован и смог возобновить свою врачебную практику.
По словам чадского историка Арно Дингаммаджи, Утель Боно был «самым грозным политическим противником» режима. Будучи марксистом с юности, Оутел Боно разделял ряд установок ведущего вооружённую борьбу Фронта национального освобождения Чада (ФРОЛИНА), но выделялся из движения своим неприятием политического насилия. В июне 1969 года его снова арестовали и приговорили к пяти годам тюремного заключения за «клевету, подстрекательство к мятежу и подрыв внутренней и внешней безопасности государства». Арест произошёл на следующий день после конференции, на которой он поднимал проблемы уровня жизни чадских крестьян. Впрочем, президент Томбалбай досрочно его освободил и назначил директором Министерства здравоохранения Чада.
Однако Боно в июле 1972 года покинул страну и обосновался во Франции, где работал над объединением оппозиционных сил. и хотел основать новую оппозиционную партию — Демократическое движение за обновление Чада (MDRT), задуманное как своего рода третий путь между единственной партией власти и повстанческим ФРОЛИНА. Он организовал пресс-конференцию для запуска новой политической силы, но за два дня до этого, 26 августа 1973 года, в Париже был убит двумя выстрелами из револьвера, когда садился в свою машину.
Убит предположительно агентом французских спецслужб. Полицейское расследование не смогло найти виновного, и дело было закрыто в 1982 году следственным судьёй, который поддержал теорию преступления в состоянии аффекта и был переведен на Корсику. Президент Чада обвинил в совершении убийства неизвестного араба, а в организации — некоего полковника Байонна и двух граждан Чада: генерального директора Банка развития Чада Дигимбайе и предпринимателя Махамата Утмана. Глава МИД Чада Абдул Букар Нанасбай направил соответствующее письмо министру внутренних дел Франции, но французские власти не отреагировали на это предложение о сотрудничестве.
Были подозрения, что в деле замешаны как правительство Чада, так и французская Служба зарубежной информации и безопасности (SDECE). Журналист Le Figaro Тьерри Дежарденс идентифицировал убийцу как французского агента SDECE — некоего Жака Бокеля, который ранее работал на диктатора Центральноафриканской Республики Бокассу. По его словам, он узнал это от Хиссена Хабре, а приказ, возможно, исходил от полковника SDECE Камиля Гурвенека, французского помощника президента Томбалбая. Этот Боккель был допрошен полицией, но судья тянул время, отказывался от очных ставок и проверок и в конце концов вынес решение о его освобожении. Жена Боно, француженка Надин, пыталась добиться возобновления дела, но ее апелляция была отклонена, и она была вынуждена оплатить судебные издержки.
Этот случай приводился в качестве примера сети тайных связей между Францией и ее бывшими африканскими колониями, для которых автор Франсуа-Ксавье Вершав ввёл термин Françafrique.